# Alfons Aragonski i Kastiljski
Alfons Aragonski i Kastiljski (šp. Alfonso de Aragón y Castilla) (1222. – Calatayud, 23. ožujka 1260.) bio je infant Aragonije, krunski princ koji je trebao naslijediti oca, kralja Jakova I. Osvajača, ali je umro prije njega.

## Biografija
Infant Alfons je rođen 1222. godine. 
Bio je sin aragonske kraljice Leonore i njezina muža, aragonskog kralja Jakova I. (brak im je poništen) te unuk Petra II. Katoličkog i kastiljskog vladara Alfonsa Plemenitog, po kojem je nazvan. Bio je polubrat gospe Konstance, koja je postala infanta Kastilje.
1228. je Don Alfons proglašen nasljednikom prijestolja.
1260. Don Alfons je oženio Konstancu de Béarn, ali mu ona nije rodila djecu. Iste je godine umro te je krunski princ Aragonije postao njegov polubrat Petar.

## Pokop
Don Alfons je pokopan u "kraljevskom" samostanu svete Marije, Isusove majke (šp. Real Monasterio de Santa María de Veruela).